# Ernesto Grassani
Ernesto Grassani (San Giuliano Milanese, 12 marzo 1946) è un fumettista italiano. In coppia con Giuseppe Montanari è uno dei principali disegnatori della serie a fumetti Dylan Dog per la quale ha realizzato oltre un centinaio di storie.

## Biografia
Frequenta la Scuola d'Arte Applicata del Castello di Milano e poi l'Ars Pubblicita, dove si specializza in animazione.
Nel 1968 incontra Gino Marchesi e Saverio Sanlupieri, grazie ai quali disegnerà per la rotocalco ABC e, contemporaneamente, lavora anche presso uno studio che realizza cartellonistica per il cinema. Poi collabora con altri studi grafici come quello di Giancarlo Tenenti e di Kara. Nel 1972 inizia un lungo sodalizio artistico con il collega Giuseppe Montanari con il quale collaborerà alla realizzazione di numerose serie a fumetti per la Ediperiodici (Storie Nere) e per la Edifumetto  (Igor) oltre che alle rivista di fumetti Lanciostory (Roaring Trio) e Corrier Boy (Le Streghe) e alla serie Sharon Shade sulla rivista Full della Daim Press; entra nello staff della Sergio Bonelli Editore realizzando, sempre con Montanari, albi delle serie Piccolo Ranger e, dal 1986, Dylan Dog.
Oggi si occupa principalmente di fumettistica old-rave.

## Opere

### Con Montanari

#### Dylan Dog

##### Albi della serie regolare
- Tiziano Sclavi (testi), Montanari e Grassani (disegni); Le notti della luna piena, in Dylan Dog n. 3, Sergio Bonelli Editore, dicembre 1986.
- Tiziano Sclavi (testi), Montanari e Grassani (disegni); La Zona del Crepuscolo, in Dylan Dog n. 7, Sergio Bonelli Editore, aprile 1987.
- Tiziano Sclavi (testi), Montanari e Grassani (disegni); Killer!, in Dylan Dog n. 12, Sergio Bonelli Editore, settembre 1987.
- Tiziano Sclavi (testi), Montanari e Grassani (disegni); Il castello della paura, in Dylan Dog n. 16, Sergio Bonelli Editore, gennaio 1988.
- Tiziano Sclavi (testi), Montanari e Grassani (disegni); La Dama in Nero, in Dylan Dog n. 17, Sergio Bonelli Editore, febbraio 1988.
- Tiziano Sclavi e Marcello Toninelli (testi), Montanari e Grassani (disegni); Giorno maledetto, in Dylan Dog n. 21, Sergio Bonelli Editore, giugno 1988.
- Tiziano Sclavi (testi), Montanari e Grassani (disegni); Il tunnel dell’orrore, in Dylan Dog n. 22, Sergio Bonelli Editore, luglio 1988.
- Bepi Vigna, Michele Medda e Antonio Serra (testi), Montanari e Grassani (disegni); Quando la città dorme, in Dylan Dog n. 29, Sergio Bonelli Editore, febbraio 1989.
- Tiziano Sclavi (testi), Montanari e Grassani (disegni); Ossessione, in Dylan Dog n. 32, Sergio Bonelli Editore, maggio 1989.
- Claudio Chiaverotti (testi), Montanari e Grassani (disegni); Incubo di una notte di mezza estate, in Dylan Dog n. 36, Sergio Bonelli Editore, settembre 1989.
- Luigi Mignacco (testi), Montanari e Grassani (disegni); Una voce dal nulla, in Dylan Dog n. 38, Sergio Bonelli Editore, novembre 1989.
- Marcello Toninelli (testi), Montanari e Grassani (disegni); Riflessi di morte, in Dylan Dog n. 44, Sergio Bonelli Editore, maggio 1990.
- Claudio Chiaverotti (testi), Montanari e Grassani (disegni); Scritto con il sangue, in Dylan Dog n. 47, Sergio Bonelli Editore, agosto 1990.
- Claudio Chiaverotti (testi), Montanari e Grassani (disegni); La Regina delle Tenebre, in Dylan Dog n. 53, Sergio Bonelli Editore, febbraio 1991.
- Tiziano Sclavi (testi), Montanari e Grassani (disegni); Ritorno al Crepuscolo, in Dylan Dog n. 57, Sergio Bonelli Editore, giugno 1991.
- Tiziano Sclavi (testi), Montanari e Grassani (disegni); I segreti di Ramblyn, in Dylan Dog n. 64, Sergio Bonelli Editore, gennaio 1992.
- Tiziano Sclavi (testi), Montanari e Grassani (disegni); La belva delle caverne, in Dylan Dog n. 65, Sergio Bonelli Editore, febbraio 1992.
- Mauro Marcheselli e Tiziano Sclavi (testi), Montanari e Grassani (disegni); L’ultimo plenilunio, in Dylan Dog n. 72, Sergio Bonelli Editore, settembre 1992.
- Luigi Mignacco (testi), Montanari e Grassani (disegni); Storia di un povero diavolo, in Dylan Dog n. 86, Sergio Bonelli Editore, novembre 1993.
- Claudio Chiaverotti (testi), Montanari e Grassani (disegni); Metamorfosi, in Dylan Dog n. 91, Sergio Bonelli Editore, aprile 1994.
- Claudio Chiaverotti (testi), Montanari e Grassani (disegni); La sfida, in Dylan Dog n. 96, Sergio Bonelli Editore, settembre 1994.
- Michelangelo La Neve (testi), Montanari e Grassani (disegni); Notte senza fine, in Dylan Dog n. 104, Sergio Bonelli Editore, maggio 1995.
- Pasquale Ruju (testi), Montanari e Grassani (disegni); Il negromante, in Dylan Dog n. 130, Sergio Bonelli Editore, luglio 1997.
- Giuseppe De Nardo (testi), Montanari e Grassani (disegni); Abissi di follia, in Dylan Dog n. 148, Sergio Bonelli Editore, gennaio 1999.
- Pasquale Ruju (testi), Montanari e Grassani (disegni); La donna urlante, in Dylan Dog n. 164, Sergio Bonelli Editore, maggio 2000.
- Michele Masiero (testi), Montanari e Grassani (disegni); Gli eredi del crepuscolo, in Dylan Dog n. 238, Sergio Bonelli Editore, giugno 2006.